# رامکل لوک
رامکل لوک (انگلیسی: Ramkel Lok؛ زادهٔ ۸ اکتبر ۱۹۹۴) بازیکن فوتبال اهل اتیوپی است.
وی همچنین در تیم ملی فوتبال اتیوپی بازی کرده است.